# Area S1
L'Area S1 è una struttura situata all'interno dell'aeroporto di Milano-Malpensa volta al riconoscimento, al trattamento ed alla detenzione dei corrieri della droga che ingeriscono ovuli contenenti sostanze stupefacenti, trasportandoli all'interno del proprio corpo, per superare i controlli. Si tratta della prima struttura in Europa di questo tipo realizzata in un'infrastruttura aeroportuale, volta a combattere il traffico di droga attraverso corrieri umani.

## Il contesto
La "S" nel nome deriva dal termine in lingua inglese "swallowers", che significa "ingoiatori" e si riferisce all'operazione effettuata dai corrieri della droga che, dopo aver lubrificato esofago e gola con dell'olio, ingoiano interi ovuli di materiale plastico contenenti sostanze stupefacenti, principalmente eroina e cocaina, e li trasportano all'interno del proprio corpo, nell'intestino, al fine di eludere i controlli antidroga.
Unica nel suo genere, l'area S1 è il risultato di un progetto avviato nel 2008 dal Procuratore della Repubblica di Busto Arsizio Francesco Dettori insieme con un tavolo tecnico composto dalla Guardia di Finanza dell'aeroporto di Malpensa, dalla sezione sanitaria della Regione Lombardia, dall'azienda ospedaliera Sant'Antonio Abate del comune di Gallarate, dalla direzione della Polizia Penitenziaria del comune di Busto Arsizio e dalla stessa procura. La sua realizzazione è stata finanziata dalla SEA, società che gestisce gli aeroporti di Milano, con un investimento di 300.000 euro, e dalla Regione Lombardia, che ha stanziato 800.000 euro. La struttura è stata inaugurata il 9 dicembre 2010 dall'allora Ministro dell'interno Roberto Maroni.

## Descrizione della struttura
L'Area S1 consiste in un centro che unisce un presidio medico ospedaliero, gestito dall'azienda ospedaliera Sant'Antonio Abate di Gallarate, ed un carcere il cui personale è formato da Guardia di Finanza, Polizia Penitenziaria e personale medico; è provvista di un'infermeria, una sala radiografie, cinque celle blindate e un bagno specifico per operazioni di recupero degli ovuli.

### Funzionamento
La struttura, che si trova all'interno dell'aeroporto presso il Terminal 2, permette alla squadra anti-droga della Guardia di Finanza di effettuare le operazioni di controllo e verifica direttamente nel luogo del rilevamento. In caso di rilevamento di un soggetto sospetto da parte delle unità cinofile, esso viene trasferito in una stanza dove viene controllato ed interrogato; un soggetto viene ritenuto sospetto dopo che uno o più cani antidroga hanno rilevato su di esso sostanze stupefacenti. Qualora il sospettato risultasse sprovvisto di droghe all'interno degli indumenti o nei bagagli, viene sottoposto dagli agenti ad una radiografia presso l'area S1, per verificare la presenza di ovuli all'interno del suo corpo. Se viene appurato che il soggetto ha effettivamente con sé delle droghe, viene arrestato e posto in una delle celle blindate, in attesa di essere trasferito al carcere di Busto Arsizio. Nel momento in cui necessita di espellere gli eventuali panetti di sostanze stupefacenti che ha nel corpo, il detenuto viene condotto in un bagno attrezzato specificatamente a tale scopo, per poi essere riportato in cella ad operazione avvenuta. Il bagno è dotato di un water rialzato, montato su un macchinario che centrifuga gli ovuli e le feci, separandoli, per poi pulire e sterilizzare i panetti, versandoli in un cassetto dal quale vengono prelevati dagli agenti.